# ملیسا جیمز گیبسون
ملیسا جیمز گیبسون (انگلیسی: Melissa James Gibson) نمایشنامه‌نویس و نویسنده اهل ایالات متحده آمریکا است. وی برندهٔ جوایزی همچون کمک‌هزینه گوگنهایم شده‌است.